# Nora to Zassō
Nora to Zassō (ノラと雑草?), conocida en español como Perdidos entre la hierba, es una serie de manga escrita e ilustrada por Keigo Shinzō. Ha sido serializada en la revista de Kodansha Monthly Morning Two desde abril de 2018, con sus capítulos siendo recopilados en cuatro volúmenes tankōbon hasta octubre de 2020.

## Contenido de la obra

### Manga
Nora to Zassō está escrita e ilustrada por Keigo Shinzō. La serie comenzó en Monthly Morning Two de Kodansha el 21 de abril de 2018. Shinzō fue hospitalizado y se sometió a tratamiento por linfoma en abril de 2020, lo que puso el manga en pausa. En noviembre de 2020, Shinzō anunció que su linfoma está en remisión total. Kodansha ha recopilado los capítulos de Nora a Zassō en volúmenes de tankōbon. El primer volumen se publicó el 22 de noviembre de 2018. Al 23 de octubre de 2020, se han lanzado cuatro volúmenes. 